# Thomas Mayo
Thomas Mayo (Londres, 24 de janeiro de 1790 – Corsham, Wiltshire, 13 de janeiro de 1871) foi um médico britânico.
Nasceu em Londres, filho de John Mayo, MD. Depois de três anos de aulas particulares e dezoito meses na Westminster School, foi novamente ensinado em particular para o Oriel College, Oxford, onde se qualificou em 1815 como MB e MD em 1818. Assumiu a clínica bem-sucedida de seu pai em Tunbridge Wells, mas em 1835 foi para Londres, onde atuou por muitos anos como médico na Marylebone Infirmary.
Foi eleito fellow do Royal College of Physicians em 1819 e apresentou sua Lumleian Lectures em 1839 e 1842, sua Harveian Oration em 1841 e sua Croonian Lecture em 1853. De 1857 a 1862 foi presidente do college.
Foi eleito membro da Royal Society em 1835.

## Obras
- Remarks on Insanity, founded on the practice of John Mayo, M.D., and tending to illustrate the physical symptoms and treatment of the disease. 8vo. Lond. 1817.
- An Essay on the Influence of Temperament in modifying Dyspepsia or Indigestion. 8vo. Lond. 1831.
- Elements of the Pathology of the Human Mind. 12mo. Lond. 1838.
- Clinical Facts and Reflections, with Remarks on the Impunity of Murder in some cases of presumed Insanity. 8vo. Lond. 1847.
- Outlines of Medical Proof. 8vo. Lond. 1848.
- Sequel to Outlines of Medical Proof. 8vo. Lond. 1848.
- Outlines of Medical Proof revised, with Remarks on its application to certain forms of Irregular Medicine. 12mo. Lond. 1850.
- Medical Testimony and Evidence in Cases of Lunacy, being the Croonian lectures for 1853, with an Essay on the Conditions of Mental Soundness. 12mo. Lond. 1854.
- Medical Examinations and Physicians’ Requirements considered. 8vo. Lond. 1857.